# SE AEM Lleida
SE AEM Lleida (Akronym für Secció Esportiva Asociación Ex-Alumnos Maristas Lleida) ist ein 1925 gegründeter spanischer Fußballverein aus Lleida. Der Klub war 1939, zusammen mit anderen Vereinen der Stadt, an der Gründung von Lérida Balompié beteiligt und konzentrierte sich in den darauffolgenden Jahren vor allem auf den Jugendfußball. Eine Mannschaft der Herren im Erwachsenenbereich betreibt der Klub zwar mit Unterbrechungen, jedoch kam diese bislang nicht über die katalanische Regionalliga hinaus. Überregional bekannt ist SE AEM vor allem für die Frauenfußballsektion, die derzeit in der Segunda División vertreten ist.

## Frauenfußball
Seit 2003 betreibt SE AEM eine Frauenfußballabteilung. Im Jugendfußball schaffte es die Sektion in der Saison 2016/17 in die Schlagzeilen, als eine U-14-Mannschaft die nur aus Mädchen bestand die vierte katalanische Spielklasse der Jungen ihrer Altersklasse (Segona Divisió Infantil Gruppe 3) gewinnen konnte. Die erste Mannschaft der Frauen erreichte 2013/14 die zweite Spielklasse. Nach der Saison 2018/19 wurde die Teilnehmerzahl der Segunda División von 112 auf 32 Mannschaften reduziert, SE AEM konnte durch den vierten Platz in der Gruppe 3 den Klassenerhalt sichern. Zu einer erneuten Umstrukturierung kam es im Anschluss an die Saison 2021/22, diesmal wurde die Anzahl der Teams von 32 auf 16 halbiert. SE AEM beendete die reguläre Spielzeit auf dem siebten Rang der Gruppe Nord und setzte sich im darauffolgenden Playoff um den Klassenerhalt mit 5:4 gegen CD Femarguín durch. In diesem Jahr feierte die Mannschaft auch ihr Debüt in der Copa de la Reina, nach einem 2:1 Erstrundensieg gegen die Frauenmannschaft des FC Elche, schied SE AEM in der zweiten Runde mit 1:2 nach Verlängerung gegen Espanyol Barcelona aus.

## Bekannte Spielerinnen
- Hisui Haza
- Caroline Müller
- Lisa-Marie Scholz